# Claudio Pizarro
Claudio Miguel Pizarro Bosio (ur. 3 października 1978 w Callao) – peruwiański piłkarz, który występował na pozycji napastnika. W latach 1999–2016 reprezentant Peru, brązowy medalista Copa América 2015.

## Kariera klubowa

### Peru
Swoją karierę rozpoczął w Peruwiańskim klubie Deportivo Pesquero. Debiut w profesjonalnym futbolu zaliczył 26 marca 1996 (porażka z Alianzą Lima 0:2). Przez dwa lata w barwach Deportivo strzelił 11 goli w 42 meczach. Dorobek ten wzbudził zainteresowanie szefów czołowych peruwiańskich klubów i jako 20-latek trafił Pizarro do Alianzy Lima. Zwieńczeniem dwuletniego okresu spędzonego stołecznym zespole było wygranie Torneo Clausura w 1999 oraz tytuł piłkarza roku w Peru w plebiscycie Peruwiańskiego Instytutu Sportu. Postawa w rozgrywkach rodzimej ligi skutkowała transferem do Werderu Brema (kwota transferu szacowana jest na ok. 1,5 mln euro).

### Bundesliga
Debiut Pizarro w lidze niemieckiej miał miejsce 28 sierpnia 1999, w wyjazdowym meczu z Herthą Berlin. Dwa tygodnie później napastnik cieszył się z premierowej bramki w barwach nowego zespołu (5:0 z FC Kaiserslautern). 19 września stało się o nim głośno – w wyjazdowym meczu z VfL Wolfsburg trzykrotnie trafił do siatki, a Werder wygrał 7:2. Pierwszy sezon w Niemczech zakończył z dorobkiem 10 goli, 3 asyst i 6 żółtych kartek w 25 meczach. Bremeńczycy zajęli 9. miejsce w tabeli.
Sezon 2000/2001 był dla Claudio Pizarro przełomowy. Wprawdzie jesienią tylko czterokrotnie znajdował drogę do siatki, za to wiosną ta sztuka udała mu się aż 15 razy. 22-letni zawodnik imponował szybkością, dryblingiem, wyszkoleniem technicznym oraz siłą i precyzją uderzeń.
Pizarro sprawdzał się nie tylko jako typowy egzekutor, potrafił również rozegrać piłkę, celnie uderzyć z rzutu wolnego, niejednokrotnie brał na siebie odpowiedzialność strzelając rzuty karne.
Jego umiejętności zostały docenione poprzez uznanie go najlepszym obcokrajowcem w Bundeslidze 2001. Po napastnika zgłosił się Bayern Monachium i za 8,2 mln euro Peruwiańczyk dołączył do kadry aktualnego mistrza Niemiec. Okres spędzony w Werderze naznaczył strzeleniem 29 bramek w 56 ligowych meczach.
4 sierpnia 2001 zadebiutował w ligowym meczu Bayernu. Już po 6 minutach cieszył się z pierwszej bramki, a kibice nagrodzili go owacją na stojąco. Bawarczycy pokonali FC Schalke 04 3:0. 20 listopada po raz pierwszy w swojej karierze zagrał w meczu Ligi Mistrzów. Premierowy sezon w nowym klubie pozostawił jednak niedosyt. Bayern zajął dopiero 3. miejsce w Bundeslidze, kończąc rozgrywki bez żadnego krajowego i europejskiego lauru. Na osłodę pozostał wywalczony 27 listopada w Tokio Puchar Interkontynentalny, po zwycięstwie 1:0 nad Boca Juniors. We wspomnianym sezonie Peruwiańczyk tworzył duet atakujących z Brazylijczykiem Giovane Elberem.
Sezon 2002/2003 to dominacja Bayernu w Niemczech (mistrzostwo i puchar). Claudio powtórzył wynik z poprzedniego sezonu – 15 goli. W kolejnym było nieco słabiej, 11 trafień. Rozgrywki 2003/2004 to ostatni sezon Bayernu pod wodzą trenera Ottmara Hitzfelda, nie został on jednakże uświetniony zdobyciem jakiegokolwiek trofeum. Po odejściu Elbera do Olympique Lyon nowym partnerem Pizarro w ataku został Holender Roy Makaay.
Latem 2004 szkoleniowe stery Bawarczyków przejął Felix Magath. Początek nowego sezonu Pizarro stracił na leczenie poważnego urazu głowy (pęknięcie kości czaszki) doznanego podczas meczu reprezentacji. Później, mimo innych problemów ze zdrowiem, napastnik zdołał wystąpić w 23 meczach, strzelając w nich 11 goli. Po raz drugi wywalczył z klubem dublet.
W rozgrywki 2005/2006 Bayern znów triumfował w lidze i Pucharze Niemiec, w czym udział miał Claudio Pizarro – zdobywca 11 bramek. Kolejny sezon (2006/2007) był dla „Bawarczyków” najbardziej nieudany od lat. Drużyna z Monachium zajęła w tabeli dopiero 4. miejsce i nie zakwalifikowała się do Ligi Mistrzów. Na początku 2007 roku na stanowisko trenera powrócił Ottmar Hitzfeld. Pizarro często rozpoczynał mecze na ławce rezerwowych, ustępując miejsca Lukasowi Podolskiemu. Zaledwie 8 goli było najgorszym wynikiem Peruwiańczyka w Bundeslidze. Głośno dawał wyraz swojemu niezadowoleniu z powodu utraty miejsca w podstawowym składzie.
19 maja 2007, w ostatnim meczu sezonu, Claudio Pizarro strzelił swoją setną bramkę w 1. Bundeslidze, stając się 45. zawodnikiem w historii, któremu udała się ta sztuka. Poza nim dokonało jej zaledwie czterech obcokrajowców:
- Giovane Élber (Brazylia) – 133
- Robert Lewandowski (Polska) – 149
- Stéphane Chapuisat (Szwajcaria) – 106
- Ailton (Brazylia) – 106

### Premiership
Dnia 1 czerwca 2007 podpisał kontrakt z Chelsea F.C. Przeszedł do stołecznego klubu na zasadzie wolnego transferu, gdyż z końcem czerwca wygasła mu umowa z Bayernem.
Jego debiut przypadł na spotkanie o Tarczę Wspólnoty, który odbył się 5 sierpnia 2007 roku. Rywalem londyńczyków był mistrz Anglii, Manchester United F.C. Peruwiańczyk pojawił się na boisku w 52 minucie, zmieniając Florenta Maloudę. W serii rzutów karnych jego strzał obronił Edwin van der Sar i Man Utd wygrał 3:0, zgarniając główne trofeum.
Debiut Pizarro w meczu Premier League miał miejsce tydzień później. Chelsea pokonała Birmingham City F.C. 3:2, a Peruwiańczyk już w 18 minucie gry wpisał się na listę strzelców, wyrównując na 1:1.Długo nie mógł dojść do optymalnej formy, swoją drugą bramkę zdobył dopiero 5 stycznia 2008 w wygranym 1-0 meczu Pucharu Anglii z Queens Park Rangers F.C. 19 stycznia strzelił drugiego i jak do tej pory ostatniego gola w Premier League.
Premierowy sezon w lidze angielskiej Peruwiańczyk zakończył z dorobkiem 2 trafień w 21 spotkaniach. Z londyńską drużyną wywalczył wicemistrzostwo kraju.

### Powrót do Bundesligi
Pizarro nie zdołał przebić się do podstawowej jedenastki Chelsea F.C. Jego rywalami byli jednak gracze tej klasy, co Didier Drogba, Salomon Kalou, Andrij Szewczenko czy Nicolas Anelka. Latem 2008 włodarze klubu podjęli decyzję o rocznym wypożyczeniu Peruwiańczyka do jego dawnego klubu, Werderu Brema. Stworzył w nim duet napastników ze Szwedem Markusem Rosenbergiem. Odzyskał skuteczność – w rundzie jesiennej zdobył 10 bramek w lidze. Ustrzelił także swojego drugiego hat-tricka w Bundeslidze. 18 sierpnia 2009 został sprzedany do Werderu Brema, kwota nie została ujawniona.
W maju 2012 postanowił odejść z Werderu Brema i nie przedłużać wygasającego w czerwcu 2012 roku kontraktu. Latem tegoż roku zdecydował się wrócić do Bayernu Monachium.
Pizarro jest aktualnie drugim najskuteczniejszym obcokrajowcem pod względem liczby zdobytych goli w historii Bundesligi, strzelił 195 bramek, co jest także 6. wynikiem w klasyfikacji wszech czasów.
29 sierpnia 2015 Claudio Pizarro został pożegnany przez 75 tysięcy fanów Bayernu Monachium.
7 września 2015 podpisał kontrakt z Werderem Brema i tym samym po raz trzeci powrócił do zespołu zielono-białych. Umowa będzie obowiązywać przez rok. Do nowej drużyny Pizarro dołączył na zasadzie wolnego transferu, gdyż jego poprzedni kontrakt z Bayernem Monachium nie został przedłużony. W nowym klubie będzie występował z numerem 14 na koszulce. Po sezonie 2019/2020 zakończył karierę piłkarską.

## Statystyki kariery
| Klub               | Sezon              | Rozgrywki                | Liga  | Liga   | Puchary krajowy | Puchary krajowy | Rozgrywki międzynar. | Rozgrywki międzynar. | Razem | Razem  |
| Klub               | Sezon              | Rozgrywki                | Mecze | Bramki | Mecze           | Bramki          | Mecze                | Bramki               | Mecze | Bramki |
| ------------------ | ------------------ | ------------------------ | ----- | ------ | --------------- | --------------- | -------------------- | -------------------- | ----- | ------ |
| Deporitvo Pesquero | 1996               | Primera División Peruana | 17    | 3      | 0               | 0               | 0                    | 0                    | 17    | 3      |
| Deporitvo Pesquero | 1997               | Primera División Peruana | 25    | 8      | 0               | 0               | 0                    | 0                    | 25    | 8      |
| Razem              | Razem              | Razem                    | 42    | 11     | 0               | 0               | 0                    | 0                    | 42    | 11     |
| Alianza Lima       | 1998               | Primera División Peruana | 22    | 7      | 0               | 0               | 11                   | 2                    | 33    | 9      |
| Alianza Lima       | 1999               | Primera División Peruana | 22    | 18     | 0               | 0               | 1                    | 0                    | 23    | 18     |
| Razem              | Razem              | Razem                    | 44    | 25     | 0               | 0               | 12                   | 2                    | 56    | 27     |
| Werder Brema       | 1999-00            | Bundesliga               | 25    | 10     | 5               | 2               | 9                    | 3                    | 39    | 15     |
| Werder Brema       | 2000-01            | Bundesliga               | 31    | 19     | 1               | 0               | 5                    | 4                    | 37    | 23     |
| Razem              | Razem              | Razem                    | 56    | 29     | 6               | 2               | 14                   | 7                    | 76    | 38     |
| Bayern Monachium   | 2001-02            | Bundesliga               | 30    | 15     | 4               | 0               | 14                   | 4                    | 48    | 19     |
| Bayern Monachium   | 2002-03            | Bundesliga               | 31    | 15     | 6               | 2               | 7                    | 2                    | 44    | 19     |
| Bayern Monachium   | 2003-04            | Bundesliga               | 31    | 11     | 4               | 1               | 7                    | 0                    | 42    | 12     |
| Bayern Monachium   | 2004-05            | Bundesliga               | 23    | 11     | 5               | 6               | 7                    | 4                    | 35    | 21     |
| Bayern Monachium   | 2005-06            | Bundesliga               | 26    | 11     | 5               | 5               | 6                    | 1                    | 37    | 17     |
| Bayern Monachium   | 2006-07            | Bundesliga               | 33    | 8      | 2               | 0               | 10                   | 4                    | 45    | 12     |
| Razem              | Razem              | Razem                    | 174   | 71     | 26              | 14              | 51                   | 15                   | 251   | 100    |
| Chelsea            | 2007-08            | Premier League           | 21    | 2      | 4               | 1               | 2                    | 0                    | 27    | 3      |
| Razem              | Razem              | Razem                    | 21    | 2      | 4               | 1               | 2                    | 0                    | 27    | 3      |
| Werder Brema       | 2008-09            | Bundesliga               | 26    | 17     | 5               | 4               | 15                   | 7                    | 46    | 28     |
| Werder Brema       | 2009-10            | Bundesliga               | 26    | 16     | 4               | 1               | 10                   | 11                   | 40    | 28     |
| Werder Brema       | 2010-11            | Bundesliga               | 22    | 9      | 2               | 2               | 5                    | 3                    | 29    | 14     |
| Werder Brema       | 2011-12            | Bundesliga               | 29    | 18     | 0               | 0               | 0                    | 0                    | 29    | 18     |
| Razem              | Razem              | Razem                    | 103   | 60     | 11              | 7               | 30                   | 21                   | 144   | 88     |
| Bayern Monachium   | 2012-13            | Bundesliga               | 20    | 6      | 2               | 3               | 6                    | 4                    | 28    | 13     |
| Bayern Monachium   | 2013-14            | Bundesliga               | 17    | 10     | 3               | 1               | 5                    | 0                    | 25    | 11     |
| Bayern Monachium   | 2014-15            | Bundesliga               | 13    | 0      | 2               | 1               | 2                    | 0                    | 17    | 1      |
| Razem              | Razem              | Razem                    | 50    | 16     | 7               | 5               | 13                   | 4                    | 70    | 25     |
| Werder Brema       | 2015-16            | Bundesliga               | 28    | 14     | 4               | 2               | –                    | –                    | 32    | 16     |
| Werder Brema       | 2016-17            | Bundesliga               | 19    | 1      | 0               | 0               | -                    | -                    | 19    | 1      |
| Razem              | Razem              | Razem                    | 47    | 15     | 4               | 2               | 0                    | 0                    | 51    | 17     |
| 1. FC Köln         | 2017-18            | Bundesliga               | 16    | 1      | 0               | 0               | -                    | -                    | 16    | 1      |
| Razem              | Razem              | Razem                    | 16    | 1      | 0               | 0               | 0                    | 0                    | 16    | 1      |
| Werder Brema       | 2018-19            | Bundesliga               | 26    | 5      | 4               | 2               | -                    | -                    | 30    | 7      |
| Razem              | Razem              | Razem                    | 26    | 5      | 4               | 2               | 0                    | 0                    | 30    | 7      |
| Łącznie w karierze | Łącznie w karierze | Łącznie w karierze       | 579   | 235    | 62              | 33              | 122                  | 50                   | 763   | 318    |

## Sukcesy

### Bayern Monachium
- Mistrzostwo Niemiec: 2003, 2005, 2006, 2013, 2014, 2015
- Puchar Niemiec: 2003, 2005, 2006, 2013, 2014
- Puchar Ligi Niemieckiej: 2004
- Superpuchar Niemiec: 2012
- Puchar Interkontynentalny: 2001
- Liga Mistrzów UEFA: 2013

### Werder Brema
- Puchar Niemiec: 2009
- Superpuchar Niemiec: 2009

### Indywidualne
- Król strzelców Ligi Europy UEFA: 2009/2010 (9 goli)[a]
- Król strzelców Pucharu Niemiec: 2004/2005 (6 goli)[b], 2005/2006 (5 goli)

### Rekordy
- Najskuteczniejszy peruwiański zawodnik w historii Bundesligi, a także drugi obcokrajowiec: 197 goli[3]
- Najstarszy strzelec gola w historii Bundesligi: 40 lat i 213 dni (196. gol)[4][5]
- Pierwszy zawodnik w historii Bundesligi, który w każdym z 21 lat kalendarzowych z rzędu zdobył co najmniej jednego gola (1999–2019)[6]

## Życie prywatne
Claudio Pizarro ożenił się w 1999 ze swoją szkolną przyjaciółką, Karlą Salcedo. W tym samym roku przyszedł na świat jego pierwszy syn, nazwany po ojcu, dziadku i pradziadku Claudio. W późniejszych latach urodziło mu się jeszcze dwoje dzieci – córka Antonella oraz syn Gianluca.